# Rannachmühle
Rannachmühle ist ein Wohnplatz der Stadt Burgbernheim im Landkreis Neustadt an der Aisch-Bad Windsheim (Mittelfranken, Bayern). Der Ort liegt in der Gemarkung Buchheim.

## Geographie
Die Mühle trägt die Haus Nr. 45 von Buchheim und besteht neben dem Wohngebäude aus mehreren Nebengebäuden. Sie liegt an der Rannach. 0,5 km südwestlich erhebt sich der Schwarzbuck (353 m ü. NHN). Ein Anliegerweg führt zu einer Gemeindeverbindungsstraße (0,1 km östlich), die nach Buchheim (0,6 km südlich) bzw. die Staatsstraße 2252 kreuzend nach Ergersheim verläuft (1,1 km nördlich).

## Geschichte
Im 18./19. Jahrhundert wurde der Ort „Ranne(n)mühle“ genannt.
Von 1797 bis 1808 unterstand der Ort dem Justiz- und Kammeramt Uffenheim. Im Rahmen des Gemeindeedikts wurde Rannachmühle dem 1808 gebildeten Steuerdistrikt Buchheim und der 1813 gebildeten Ruralgemeinde Buchheim zugeordnet. Diese wurde am 1. Mai 1978 im Zuge der Gebietsreform in Bayern in Burgbernheim eingegliedert.

### Baudenkmal
- Mühle mit Fachwerkscheuer[4]

### Einwohnerentwicklung
| Jahr      | 001818 | 001836 | 001840 | 001861 | 001871 | 001885 |
| Einwohner | 5      | 6      | 6      | 8      | 12     | 9      |
| Häuser    | 1      | 1      | 1      |        |        | 2      |
| Quelle    | [ 6 ]  | [ 7 ]  | [ 8 ]  | [ 9 ]  | [ 10 ] | [ 11 ] |

## Religion
Der Ort ist evangelisch-lutherisch geprägt und bis heute nach St. Blasius (Buchheim) gepfarrt. Die Katholiken sind nach St. Bonifaz (Bad Windsheim) gepfarrt.